# Денотациона семантика
У рачунарству, денотациона семантика (на почетку позната као математичка семантика или Скот—Стрејчијева семантика) представља приступ формализовања значења програмских језика конструишући математичке објекте (назване денотације) које описују значења израза из језика. Други приступи за пружање формалне семантике програмских језика укључују аксиоматску семантику и оперативну семантику.
Широко гледано, денотациона семантика се бави проналажењем математичких објеката званих доменима који представљају који програми раде. На пример, програми (или програмске фразе) могу бити представљени делимичним функцијама или играма између окружења и система.
Важан принцип денотационе семантике јесте то што се семантика треба водити на следећем принципу: означавање програмске фразе треба изграђивати од ознака његових подфраза.